# Licio Gelli

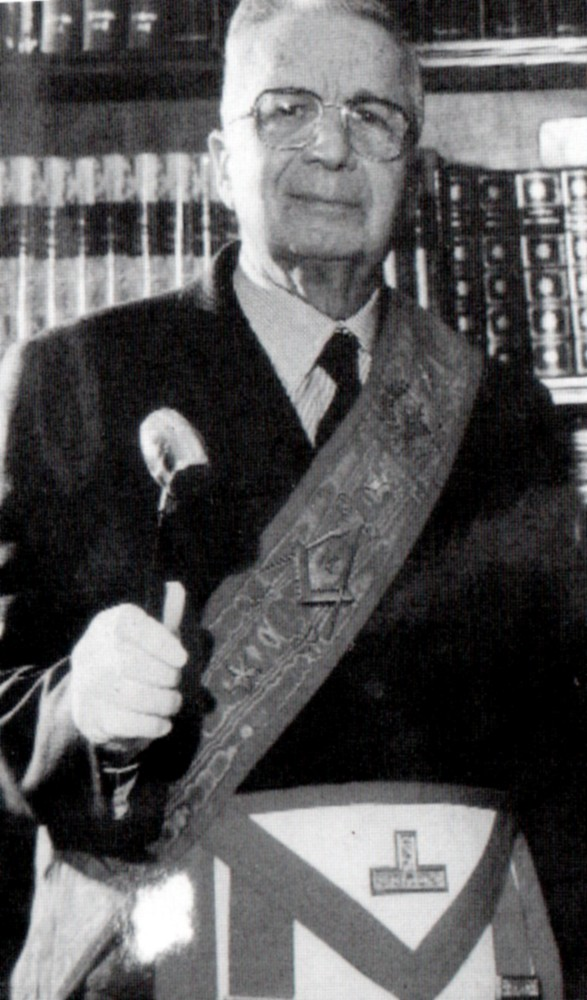
Licio Gelli

Licio Gelli (* 21. April 1919 in Pistoia; † 15. Dezember 2015 in Arezzo) war ein italienischer Unternehmer, Faschist und Verschwörer. Gelli war in Italien in zahlreiche Skandale verwickelt. Er war am Zusammenbruch des Banco Ambrosiano beteiligt, einer Bank, die sich mehrheitlich im Besitz der Vatikanbank befand. Gelli wurde beschuldigt, an mehreren Terroraktionen beteiligt gewesen zu sein, unter anderem am Bombenanschlag auf den Bahnhof Bologna und an der Entführung und Ermordung des italienischen  Ministerpräsidenten Aldo Moro. Er war Meister vom Stuhl der 1982 aufgelösten, äußerst einflussreichen italienischen Freimaurerloge Propaganda Due, bis er und die Loge 1976 aus der Freimaurerei ausgeschlossen wurden. Gelli war außerdem Mitglied des Malteserordens und des Ritterordens vom Heiligen Grab zu Jerusalem.

## Leben
Während des Faschismus meldete sich Licio Gelli als Freiwilliger für die Schwarzhemden – eine Miliz, die von Mussolini nach Spanien geschickt wurde, um an der Seite Francos im Bürgerkrieg zu kämpfen. Später wurde Gelli Verbindungsoffizier der „Schwarzhemden“-Leitung zu Nazi-Deutschland mit Kontakten zu Hermann Göring.
Nach dem Zweiten Weltkrieg war Gelli als Verkäufer für die Matratzenfirma Permaflex tätig. Später gründete er seine eigene Import-Export-Firma. Es wird vermutet, dass Gelli nach dem Krieg für die CIA tätig war. Über viele Jahre arbeitete er in Argentinien, da er eine Verhaftung durch die italienischen Behörden wegen seiner Aktivitäten während des Faschismus fürchtete. Im selbstgewählten Exil knüpfte er enge Beziehungen zu den Generälen, die 1976 eine Militärdiktatur in diesem südamerikanischen Land errichten sollten. 1970 war er wieder primär in Italien aktiv und übernahm 1971 den Vorsitz der Freimaurerloge Propaganda Due. Zusammen mit anderen Mitgliedern übernahm Gelli die Macht in der Banco Ambrosiano.
Im Jahr 1981 entdeckte man bei einer Durchsuchung seiner Villa in Arezzo eine Liste mit den Namen zahlreicher Militäroffiziere, Politiker und Personen des öffentlichen Lebens, darunter namhafte Oberbürgermeister Italiens, die sich in der Geheimloge Propaganda Due engagierten. Darunter waren die Namen von über 900 Regierungsbeamten, Industriellen (unter anderem der spätere Ministerpräsident Silvio Berlusconi), Journalisten und führenden Bankiers (wie Michele Sindona und Roberto Calvi) sowie das Oberhaupt des ehemaligen Königshauses, Viktor Emanuel von Savoyen. Die Entdeckung der Liste führte zu einem nationalen Skandal, weil zahlreiche Ämter in der italienischen Republik mit Gefolgsleuten Gellis besetzt waren. Bei der Hausdurchsuchung wurde ein Schriftstück mit dem Namen „Plan zur demokratischen Wiedergeburt“ gefunden. Der Plan sah vor, dass durch die Kontrolle der Parteien, der Gerichte und der Presse Italien in eine rechtsgerichtete Diktatur verwandelt werden sollte, falls die Kommunisten und ihre Verbündeten die Wahlen in Italien gewinnen würden.
1981 wurde seine Freimaurerloge verboten. Gelli flüchtete in die Schweiz. Am 13. September 1982 wurde er in Genf verhaftet, nachdem er versucht hatte, mit einem gefälschten argentinischen Pass Geld von einem Schweizer Bankkonto abzuheben. Gelli hatte kurz vor dem Zusammenbruch der Bank Banco Ambrosiano 120 Millionen Franken von dieser Bank auf seinem Konto in Genf deponiert. Gelli wurde in Haft genommen. 1983 stimmte die Schweiz seiner Auslieferung an Italien zu. Doch kurz vor der Auslieferung, am 19. August 1983, konnte Gelli aus dem Genfer Gefängnis Champ-Dollon mit Hilfe von Gefängniswärtern entkommen. Gelli tauchte unter, stellte sich vier Jahre später aber den Schweizer Behörden. Er wurde in Haft genommen. Bereits 1980 war in Italien ein Ermittlungsverfahren gegen Gelli eingeleitet worden. Am 23. November 1995 wurde er letztinstanzlich wegen Irreführung der Untersuchungen über den terroristischen Anschlag auf den Bahnhof in Bologna im Jahr 1980 verurteilt. Eine direkte Beteiligung konnte ihm nicht nachgewiesen werden. Auch wurde er 1982 wegen seiner Beteiligung am Zusammenbruch der Banco Ambrosiano verurteilt. Die Mafia hatte die Bank genutzt, um Gelder zu waschen. Gelli wurde beschuldigt, der Mafia geholfen zu haben. Verurteilt wurde er wegen betrügerischen Bankrotts. 1998 fand die Polizei im Garten seiner Villa vergrabene Goldbarren mit einem Gesamtgewicht von 165 Kilogramm.
Im September 1987 wurde Gelli von der Schweiz an Italien ausgeliefert und wegen terroristischer Bombenanschläge vor Gericht gestellt, wurde aber freigesprochen. Einige Jahre nach dem P2-Skandal wurde der Verdacht geäußert, Gelli sei in die Ermordung des Mailänder Bankiers Roberto Calvi (auch bekannt als „Bankier Gottes“) verwickelt, der wegen des Zusammenbruchs seiner Banco Ambrosiano in Untersuchungshaft gesessen hatte und später erhängt an der Londoner Blackfriars Bridge gefunden worden war.
In seinen letzten Jahren widmete sich Gelli, der an einer Herzschwäche litt, vermehrt der Schriftstellerei. Er lebte zuletzt in Arezzo; dort saß er seit 1998 eine in Hausarrest umgewandelte Haftstrafe ab. Am 10. Oktober 2013 wurde seine Villa von den Finanzbehörden aufgrund einer Steuerstraftat beschlagnahmt.
Gelli starb am 15. Dezember 2015 im Alter von 96 Jahren in seinem Haus in Arezzo.

## Film
- Licio Gelli war offensichtlich Vorbild der Figur des Don Licio Lucchesi im Film Der Pate III von 1990.
- Im Dezember 2007 unterzeichnete Licio Gelli einen Vertrag über die Rechte an seiner Biographie mit dem New Yorker Produzenten Gabor Harrach. Der Film mit dem Arbeitstitel „Conspirator“ wurde nicht realisiert.